# Kōnan-Universität

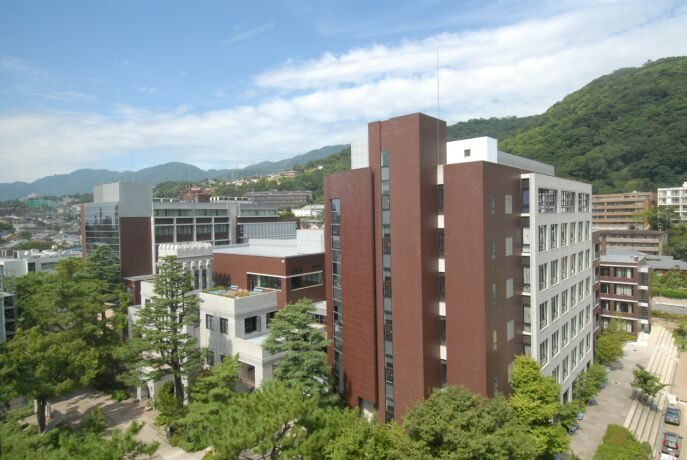
Kōnan-Universität

Die Kōnan-Universität (japanisch 甲南大学, Kōnan daigaku) ist eine Privatuniversität in Okamoto, Higashinada-ku, Kōbe in der Präfektur Hyōgo (Japan).
Der Name Kōnan bedeutet „Südlich des Berges Rokkō“.

## Geschichte
Die Schule wurde 1919 von dem Geschäftsmann Hachisaburō Hirao (平生 釟三郎, 1866–1945) als (ältere) Kōnan-Mittelschule (甲南中学校, Kōnan chūgakkō) gegründet. Ihr Ziel war die Entwicklung der Eigenschaften der Schüler durch Achtung der Persönlichkeit. Die Schule entwickelte 1923 sich zur (älteren) Kōnan-Oberschule (甲南高等学校, Kōnan kōtō gakkō), 7-jähriger Schule (Alter: 12–19). Sie diente den Söhnen der Unternehmer in Kansai als Vorbereitungskurs für die Kaiserlichen Universitäten.
Nach dem Pazifikkrieg wurde sie zur Kōnan-Mittelschule (1947; 3-jährige Schule), Kōnan-Oberschule (1948; 3-jährig) und Kōnan-Universität (1951; 4-jährig).
Die Universität hatte zuerst nur eine Fakultät (Geistes- und Naturwissenschaften), die 1957 in zwei Fakultäten geteilt wurde. Sie fügte dann mehr Fakultäten hinzu: Volkswirtschaftslehre (1952), Rechtswissenschaft (1960), Betriebswirtschaftslehre (1960), Intelligenz und Informatik (2008), Verwaltung und Schaffen (jap. マネジメント創造学部, engl. Hirao School of Management; April 2009), und Bio- und Nanotechnologie (jap. フロンティアサイエンス学部, engl. Faculty of Frontiers of Innovative Research in Science and Technology, kurz: FIRST; April 2009).
Beim Erdbeben von Kōbe 1995 starben 37 Studenten, Schüler (Mittel- und Oberschule) und Absolventen der Universität. Fünf Schulgebäude wurden zerstört, darunter das ehemalige Hauptgebäude der älteren Kōnan-Oberschule; diese wurden 1997 wiederaufgebaut.

## Bekannte Absolventen
- Hiro Matsushita, ehemaliger japanischer Rennfahrer und Geschäftsmann

## Fakultäten
- Okamoto-Campus (in Higashinada-ku, Kōbe, Hyōgo, 34° 43′ 45,8″ N, 135° 16′ 6,2″ OKoordinaten: 34° 43′ 45,8″ N, 135° 16′ 6,2″ O):
  - Fakultät für Geisteswissenschaften
  - Fakultät für Rechtswissenschaft
  - Fakultät für Volkswirtschaftslehre
  - Fakultät für Betriebswirtschaftslehre
  - Fakultät für Natur- und Ingenieurwissenschaften
  - Fakultät für Intelligenz und Informatik
- Port Island Campus (in Chūō-ku, Kōbe, Hyōgo, 34° 39′ 11,5″ N, 135° 13′ 7,4″ O):
  - Fakultät für Bio- und Nanotechnologie (Faculty of Frontiers of Innovative Research in Science and Technology, kurz: FIRST)
- Nishinomiya-Campus (in Nishinomiya, Hyōgo, 34° 44′ 33,9″ N, 135° 21′ 28,5″ O):
  - Fakultät für Verwaltung und Schaffen (Hirao School of Management)